# Stanisław Repeta
Stanisław Alojzy Repeta (ur. 16 maja 1906 w Łodzi, zm. 19 czerwca 1971 w Horton pod Londynem), rzeźbiarz polski, medalier.
Był synem Wojciecha (robotnika) i Walentyny z Kubiaków. W latach 1923–1927 studiował rzeźbiarstwo i brązownictwo w Państwowej Wyższej Szkole Sztuk Zdobniczych i Przemysłu Artystycznego w Poznaniu, następnie w Akademii Sztuk Pięknych w Warszawie (m.in. w pracowni rzeźby prof. Tadeusza Breyera). Był członkiem Grupy Artystów Wielkopolskich „Plastyka” w Poznaniu i Spółdzielni Rzeźbiarskiej "Forma" w Warszawie. W czasie II wojny światowej działał w konspiracji, po upadku powstania warszawskiego był więziony w obozie w Gross-Born. Po wyzwoleniu przebywał przez kilka lat w Niemczech, a od 1948 w Anglii. Wskutek długotrwałej choroby stracił pracę, mieszkał w przytułku dla bezdomnych; zmarł w hospicjum pod Londynem.
Był autorem m.in. medalu na 100-lecie wybuchu powstania listopadowego (1930), medalu i odznaki pamiątkowej z okazji II powszechnego spis ludności w Polsce (1931), medalu 700-lecia Torunia (1933), medali pamiątkowych z okazji zawodów balonowych o Puchar Gordona Bennetta (1934, 1935). Otrzymał kilka nagród w konkursach rzeźbiarskich. Jego medale znajdują się m.in. w zbiorach Muzeum Narodowego w Warszawie i Krakowie.
Był zwycięzcą konkursu na projekt złotych monet w 1933 r. Projektów jego jednak nie dopuszczono do realizacji – znane są tylko odbitki bizmutowe i stemple monet zachowane w Gabinecie Numizmatycznym Mennicy Polskiej.

## Literatura
- Adam Więcek, Stanisław Repeta, w: Polski Słownik Biograficzny, tom XXXI, 1988